# 王振林
王振林（1965年—），江苏姜堰人，中国物理学家，南京大学物理学院教授，南京大学副校长。